# .aero
.aero is een generiek topleveldomein (gTLD) gebruikt voor het Internet Domain Name System. Het is de eerste gTLD die gebaseerd is op één enkele industrie en is gereserveerd voor luchtvaartverwante bedrijven. Het is ontstaan in 2002 en wordt bestuurd door de Dot Aero Council.
Het .aero-domein is gereserveerd voor bedrijven, organisaties, bonden, regeringsinstanties en individuelen in de luchtvaart en verwante industrieën.
Momenteel zijn de tweeletterige codes onder .aero gereserveerd voor luchtvaartmaatschappijen die vallen onder de IATA Airline Designators, terwijl de drieletterige codes gereserveerd zijn voor luchthavens die vallen onder de IATA Airport Codes.
Registraties worden behandeld via toegeschreven registrars.